# Mam cię!
Mam cię! lub Trafiony! (ang. Gotcha!) – amerykański film sensacyjny z 1985 roku w reżyserii Jeffa Kanewa. Wyprodukowany przez Universal Pictures.
Światowa premiera filmu miała miejsce 3 maja 1985 roku.

## Obsada
- Anthony Edwards jako Jonathan Moore
- Linda Fiorentino jako Sasha Banicek
- Nick Corri jako Manolo
- Alex Rocco jako Al Moore
- Marla Adams jako Maria Moore
- Klaus Löwitsch jako Vlad
- Bata Kameni
- Christopher Rydell jako Bob Jensen
- Brad Cowgill jako Reilly
- Kari Lizer jako Muffy
- Irene Olga López jako Rosario